# 迪斯特爾巴赫河 (約薩河支流)
50°15′21.22″N 9°29′38.98″E / 50.2558944°N 9.4941611°E

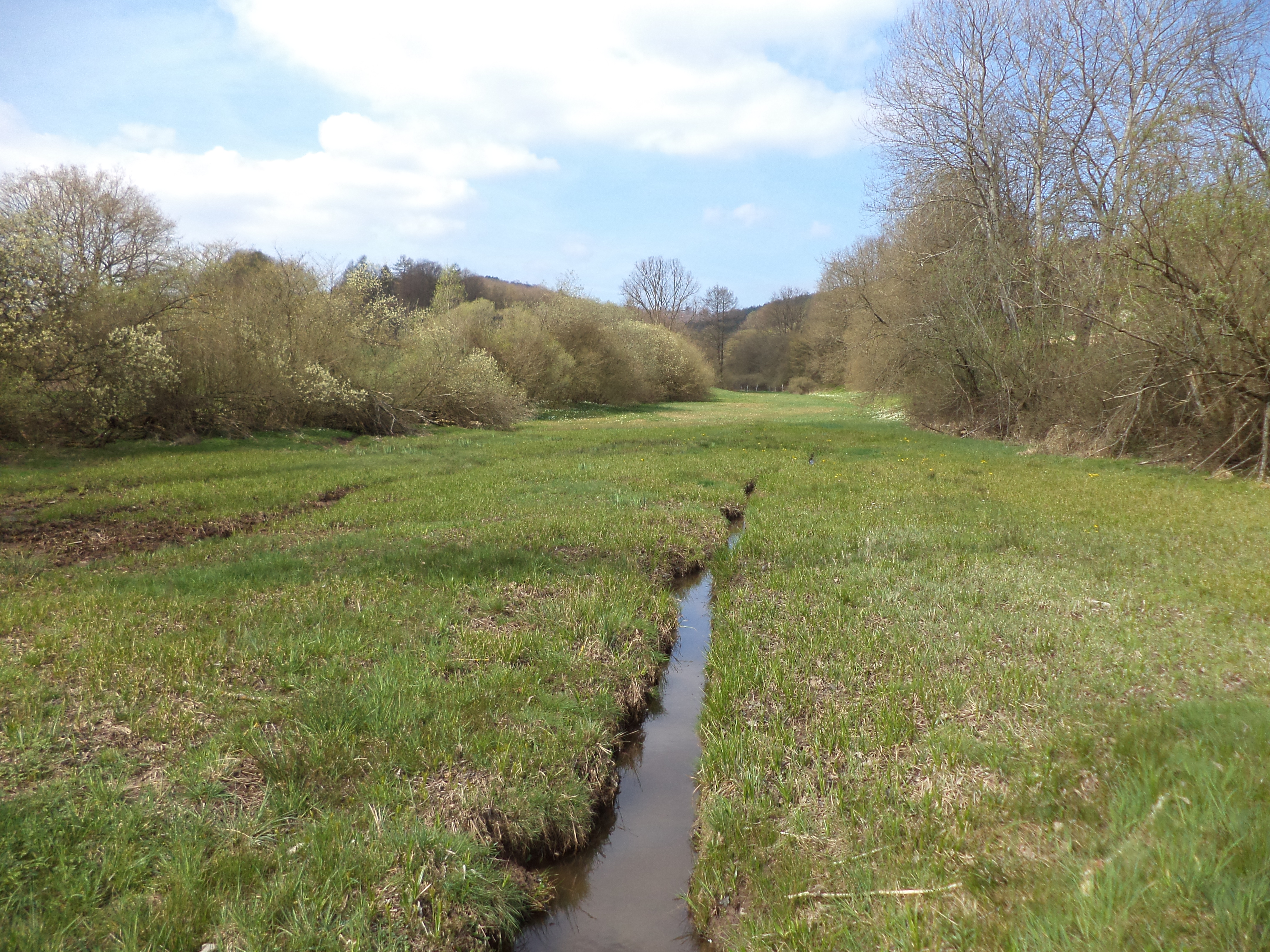

迪斯特爾巴赫河（德語：Distelbach），是德國的河流，位於該國中部，由黑森州負責管轄，屬於約薩河的左支流，河道全長2.3公里，流域面積2.2平方公里。